# シャルヴァ・スティアシヴィリ
シャルヴァ・スティアシヴィリ（グルジア語: შალვა სუთიაშვილი、グルジア語ラテン翻字: Shalva Sutiashvili、1984年1月24日 - ）は、ジョージアの元ラグビーユニオン選手。

## プロフィール
- ジョージア・トビリシ出身。
- 現役時代のポジションはフランカー(FL)。
- 身長 193cm、体重 110kg
- ジョージア代表通算キャップ数は82でラグビーワールドカップ2011・ラグビーワールドカップ2015・ラグビーワールドカップ2019のジョージア代表に選ばれた[1]。

## 略歴
ボビニー、RCマシーを経て、2015年、ソヨー・アングレームに加入。 
2022年、現役を引退した。